# Johann Kempka
Johann Kempka (1802. – 1848. május 21.) Osztrák császári-királyi (k.k.) hadnagy.
1802-ben született. A Theresianum Katonai Akadémián tanult. Tanulmányai befejeztével Ludwig Welden von Hartmann báró segédtisztje lett. Részt vett az 1843-as a itáliai hadjáratban, majd az 1848–49-es forradalom és szabadságharcban. Buda bevételekor halálos sebet kapott. Welden báró úgy vélte, hogy az ő lelkén szárad legkedvesebb barátjának halála, emiatt idegösszeomlást kapott.